# Księżpol (gmina)
Pour les articles homonymes, voir Księżpol.
Księżpol est une gmina rurale (gmina wiejska) de la powiat de Biłgoraj, dans la Voïvodie de Lublin, dans l'est de la Pologne.
Son siège administratif (chef-lieu) est le village de Księżpol, qui se situe environ 15 kilomètres au sud de Biłgoraj (siège du powiat) et 93 kilomètres au sud de la capitale régionale Lublin (capitale de la voïvodie).
La gmina couvre une superficie de 141,28 km2 pour une population de 6 804 habitants en 2006.

## Histoire
De 1975 à 1998, la gmina est attachée administrativement à la voïvodie de Zamość.

Depuis 1999, elle fait partie de la voïvodie de Lublin.

## Géographie
La gmina inclut les villages et localités de :

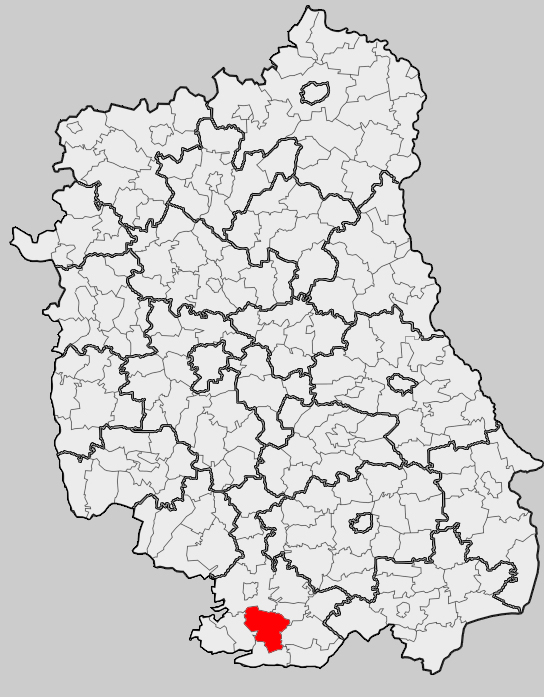
Position de la gmina dans la voïvodie

- Borki
- Budzyń
- Bukowiec
- Gliny
- Kamionka
- Korchów Drugi
- Korchów Pierwszy
- Księżpol
- Kuchy-Kolonia
- Kulasze
- Marianka
- Markowicze
- Markowicze-Cegielnia
- Nowy Lipowiec
- Nowy Majdan
- Pawlichy
- Płusy
- Przymiarki
- Rakówka
- Rogale
- Stare Króle
- Stary Lipowiec
- Stary Majdan
- Telikały
- Zanie
- Zawadka
- Zynie

### Gminy voisines
La gmina de Księżpol est voisine des gminy suivantes :
- Aleksandrów
- Biłgoraj
- Biszcza
- Łukowa
- Tarnogród

## Structure du terrain
D'après les données de 2002, la superficie de la commune de Księżpol est de 141,28 kilomètres carrés, répartis comme telle :
- terres agricoles : 71%
- forêts : 23%

La commune représente 8,48% de la superficie du powiat.

## Démographie
Données du 30 juin 2004:
| Description        | Total  | Total | Femmes | Femmes | Hommes | Hommes |
| ------------------ | ------ | ----- | ------ | ------ | ------ | ------ |
| Unité              | Nombre | %     | Nombre | %      | Nombre | %      |
| Population         | 6 806  | 100   | 3 394  | 49,9   | 3 412  | 50,1   |
| Densité (hab./km²) | 47,8   | 47,8  | 23,8   | 23,8   | 24     | 24     |